# 宋晟
宋 晟（そう せい、? - 永楽5年7月2日（1407年8月4日））は、元末明初の武人。字は景陽。本貫は濠州定遠県。

## 生涯
宋朝用の四男として生まれた。至正15年（1355年）、父兄に従って朱元璋の下で長江を渡った。至正16年（1356年）、集慶路を攻め、次兄の宋国興が戦没すると、宋晟はその職を嗣いだ。至正17年（1357年）、鄧愈に従って徽州を攻略した。至正19年（1359年）、父の天寧翼元帥の官を嗣いだ。至正20年（1360年）、饒州と江西諸州を攻めた。洪武元年（1368年）、建寧を攻略し、武徳将軍・建寧衛正千戸となった。洪武4年（1371年）、懐遠将軍・建寧都指揮同知となった。冬、南京に召還されて江西都指揮使に進んだ。洪武9年（1376年）、大同都指揮使に転じ、龍虎将軍の号を受けた。洪武11年（1378年）、陝西都指揮使に転じた。洪武12年（1379年）、事件に連座して涼州衛指揮使に降格された。洪武13年（1380年）、北伐に参加し、白城に達した。洪武17年（1384年）5月、チベット系民族の反乱を討ち、亦集乃路にいたり、北元の海道千戸エセン・テムルや国公呉把都剌赤らを捕らえ、1万8千人の捕虜を得た。捕らえた首長を南京に送り、その精鋭1000人を登用して兵士を補ったほかは、捕虜を全て釈放した。南京に召還され、再び都指揮となり、右軍都督僉事に進み、そのまま涼州に駐屯した。
洪武24年（1391年）、宋晟は総兵官となり、都督の劉真とともにハミルを討った。豳王ビルゲ・テムルと国公以下三十数人を捕らえ、その部落の輜重を鹵獲して帰った。洪武25年（1392年）5月、藍玉に従って罕東を討ち、阿真川を巡り、現地の首長の哈昝らを敗走させた。凱旋すると、中軍都督僉事となった。
洪武28年（1395年）6月、宋晟は総兵官の周興に従って開原に進出し、忽剌江にいたった。部長の西陽哈が逃走したため、甫答迷城まで追撃し、人や家畜を捕らえて帰還した。洪武29年（1396年）、征南右副将軍の号を受け、広西の帡幪諸寨の苗族の反乱を討ち、7000人あまりを捕斬した。洪武30年（1397年）、羽林八衛の兵を率いて五開・龍里の苗族の反乱を鎮圧した。洪武31年（1398年）、開平府に出向して駐屯し、燕王朱棣に従って北伐し、万全諸衛に築城して帰還した。建文元年（1399年）、甘粛に駐屯した。
建文4年（1402年）、永楽帝（朱棣）が即位すると、宋晟は南京に入朝して、後軍左都督に進み、平羌将軍の号を受け、甘粛に帰った。永楽3年（1405年）、把都帖木児・倫都児灰らの部落5000人を招降した。西寧侯に封じられ、指揮使の位の世襲を認められた。永楽5年（1407年）、河西で牧地を経営し、塞北の経略を図るよう永楽帝に命じられたが、病に倒れた。7月、粛州で死去した。

## 子女
- 宋瑄（次男、建文年間に府軍右衛指揮使となり、霊璧で先頭に立って戦い、戦死した）
- 宋琥（四男、永楽帝の娘の安成公主を妻に迎えた。永楽6年（1408年）に西寧侯の爵位を嗣ぎ、世券を与えられた。永楽8年（1410年）に前将軍の印を受け、甘粛に駐屯した。永楽10年（1412年）に李彬とともに老的罕を討った。洪熙元年（1425年）に不敬の罪により爵位を剥奪され、駙馬都尉の官も削られた。宣徳年間に都尉として再起した）
- 宋瑛（六男、兄の宋琥が廃位されると、西寧侯の爵位を嗣いだ。咸寧公主を妻に迎えた。正統年間に左軍と前府の事務を管掌した。正統14年（1449年）にオイラトのエセン・ハーンが侵入すると、宋瑛は総兵官となり、大同守将の朱冕や石亨らを率いて陽和で戦ったが、敗れて戦死した。鄆国公に追封され、諡は忠順といった）